# Footballeur kazakh de l'année
Le titre de Footballeur kazakh de l'année est un prix décerné chaque année au meilleur footballeur kazakh de l'année. Il a été créé en 1992. La récompense est attribuée par des journalistes, entraîneurs, spécialistes et capitaines kazakhs.

## Gagnants
| Année | Joueur                | Club(s)                    |
| ----- | --------------------- | -------------------------- |
| 1992  | Sergei Volgin         | FC Kairat Almaty           |
| 1993  | Nikolay Kurganskiy    | FC Ekibastuzets Ekibastuz  |
| 1994  | Kanat Musataev        | FC Ordabasy Chymkent       |
| 1995  | Andrei Miroshnichenko | FK Spartak Semeï           |
| 1996  | Oleg Voskoboynikov    | FK Taraz                   |
| 1997  | Oleg Voskoboynikov    | FK Taraz                   |
| 1998  | Oleg Voskoboynikov    | FC Kaysar Kyzyl-Orda       |
| 1999  | Igor Avdeev           | FC Kyzylzhar Petropavlovsk |
| 2000  | Igor Avdeev           | FC Kyzylzhar Petropavlovsk |
| 2001  | Arsen Tlekhugov       | FK Astana-64               |
| 2002  | Evgeniy Lovchev       | FK Astana-64               |
| 2003  | Nurbol Zhumaskaliyev  | FC Tobol Kostanaï          |
| 2004  | Samat Smakov          | FC Kairat Almaty           |
| 2005  | Nurbol Zhumaskaliyev  | FC Tobol Kostanaï          |
| 2006  | Non décerné           |                            |
| 2007  | Non décerné           |                            |
| 2008  | Samat Smakov          | FK Aktobe                  |
| 2009  | Non décerné           |                            |
| 2010  | Nurbol Zhumaskaliyev  | FC Tobol Kostanaï          |
| 2011  | Ulan Konysbayev       | Shakhtyor Karagandy        |
| 2012  | Kairat Nurdauletov    | Football Club Astana       |
| 2013  | Andrei Finonchenko    | Shakhtyor Karagandy        |
| 2014  | Bauyrzhan Islamkhan   | FC Kairat Almaty           |
| 2015  | Bi Goua Gohou         | FC Kairat Almaty           |